# حميط
حُمَيْط (الاسم العلمي: Tragia) هو جنس نباتي يتبع فصيلة الحلابية من رتبة الملبيغيات. جنس نباتات عشبية ليفية عارشة مهدها البلاد الحارة. تزرع للتزيين. أزهارها جميلة الشكل ملونة.